# Freinsheim
Freinsheim è una città di 4 898 abitanti della Renania-Palatinato, in Germania.

Appartiene al circondario (Landkreis) di Bad Dürkheim (targa DÜW) ed è capoluogo della comunità amministrativa (Verbandsgemeinde) omonima.

## Geografia fisica
Freinsheim sorge sulle colline della valle del fiume Reno a circa 20 km da Ludwigshafen, tra Bad Dürkheim e Grünstadt, in prossimità della "Strada del Vino Tedesca" (Deutsche Weinstraße). Nell'area comunale di 13,6 km² sono molto sviluppate le coltivazioni di vigneti su una superficie di 432 ha, dei quali il 54% ad uve bianche ed il restante 46% ad uve rosse. Il Palatinato è la regione del vino per eccellenza in Germania con una superficie coltivata a vigneti di ben 23.363 ha.

## Storia
Freinsheim è stata citata per la prima volta nel 773, ma già si conosceva come zona in epoca romana. Questo è documentato dal ritrovamento nel 2006 di una serie di tombe di epoca romana, le più importanti sono quattro sarcofagi in pietra calcarea risalenti al IV secolo.

## Amministrazione

### Gemellaggi
- Buttstädt
- Marcigny, dal 1975[2]